# Anaea andria
Anaea andria är en fjärilsart som beskrevs av Samuel Hubbard Scudder 1875. Anaea andria ingår i släktet Anaea och familjen praktfjärilar. Inga underarter finns listade i Catalogue of Life.

## Bildgalleri

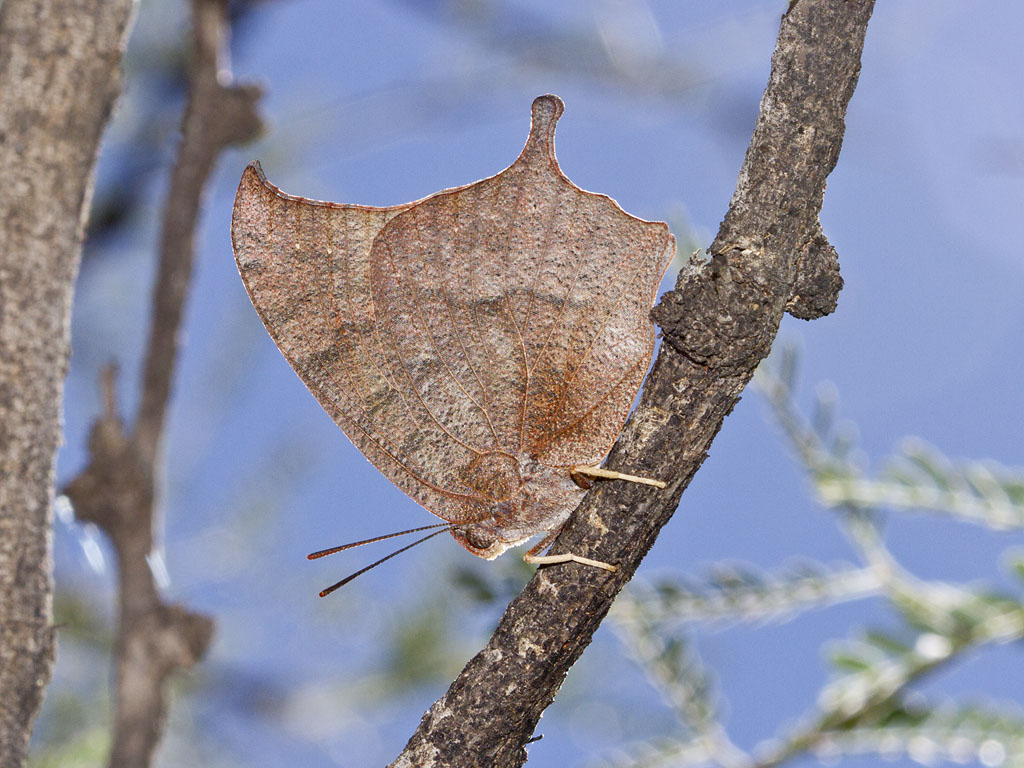
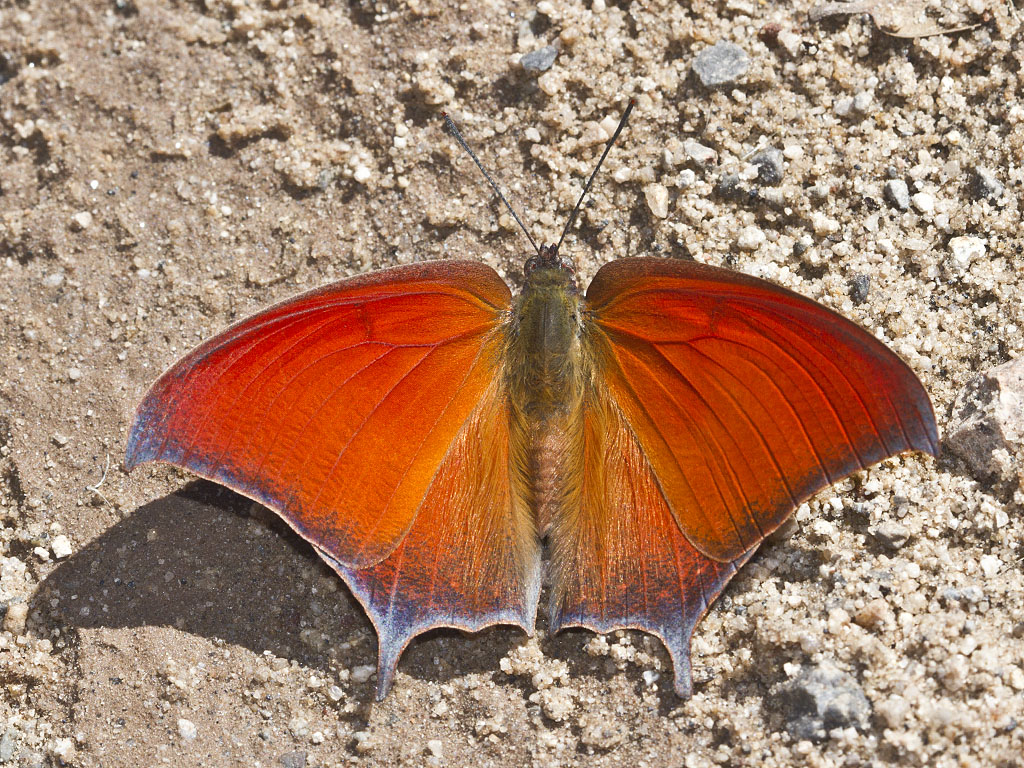